# Xemeneia Fàbrica Minguell
La Xemeneia Fàbrica Minguell és una obra de Mataró (Maresme) protegida com a bé cultural d'interès local.

## Descripció
És una xemeneia pertanyent al conjunt fabril de Can Minguell. Es tracta d'una obra de fàbrica tronco-cònica. A la part superior, arran de la boca de sortida de fums, presenta un petit remat amb filades de totxo concèntriques, la resta és totalment llisa. La base queda embeguda en les edificacions del voltant.

## Història
Es tracta de l'antiga fàbrica Cia Planell i Bonet que va iniciar els treballs l'any 1850 tot i que la fàbrica de filats de vapor no es va acabar fins al 1854. L'any 1862 passa a anomenar-se Bonet i Cia, l'any 1895 és Fonrodona i Cia després "Mingell i Peradejordi i Cia" i cap el 1900 "Minguell i Cia". En morir la sra. Minguell la fàbrica passà a mans dels seus nebots Baladia que tancaren portes l'any 1960. La fàbrica es dedicava a la filatura, el tint i la confecció.